# Конфуціанство

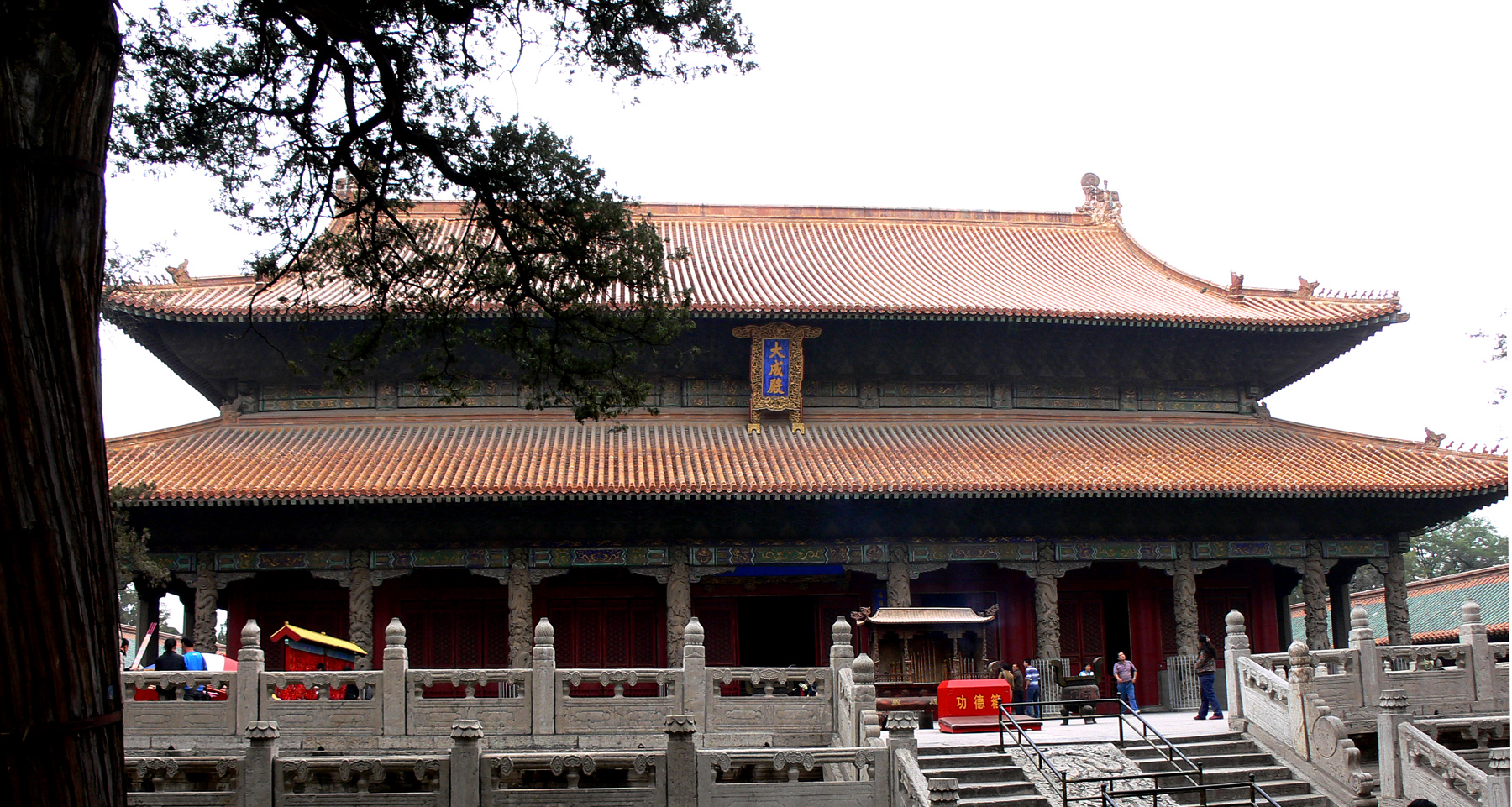
Конфуціанський храм у Цюйфу

Конфуціа́нство (кит. — школа вчених-книжників) — китайсько-філософська школа, основа китайського способу життя, принцип організації суспільства, засновником якої був китайський філософ Кун Фу-цзи, відомий на Заході як Конфуцій, який жив у 551—479 роках до н. е.. Спираючись на давні традиції, Конфуцій розробив концепцію ідеальної людини, якій притаманні гуманність, почуття обов'язку, повага до старших, любов до людей, скромність, справедливість, стриманість тощо. Проповідуючи ідеальні стосунки між людьми, в сім'ї та в державі, Конфуцій виступав за чіткий ієрархічний розподіл обов'язків між членами суспільства. Конфуціанство вважало основою соціального устрою моральне самовдосконалення індивіда й дотримання норм етикету, проголошувало владу правителя священною, а метою державного управління — інтереси народу.
Конфуціанство має деякі риси, спільні з релігією — культ предків, ритуали, жертвопринесення.
З II ст. до н. е. і до XX ст. конфуціанство було офіційною державною ідеологією Китаю. Нині позиції конфуціанства дещо ослабли під тиском європейських філософських ідей. У різний час конфуціанство поширювалося в Японії, В'єтнамі, Кореї.

## Назви

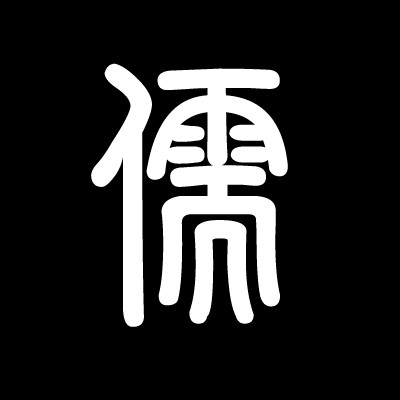
Ієрогліф «жу»

Західна назва, пов'язана з іменем Конфуція, також відповідає фігуративній китайській назві Чжу-Си 洙泗 (Zhū-Sì, за назвами двох річок у царстві Лу, що позначає регіон активності Конфуція та його учнів), напр. у назві праці Цуй Шу або у zh:洙泗书院..
Важливо, що більш розповсюджена китайська назва, жу сюе 儒学 або жу цзя 儒家, має ширше значення, що не дає посилання на будь-якого засновника: іноді цю назву перекладають як «школа традиціоналістів» або «класицистів». Ймовірно вона існувала ще до Конфуція.

## Передумови виникнення
Конфуціанство склалося в період осьової доби, коли здійснювався перехід від міфологічного до філософського світогляду. Філософський світогляд розвивається за умов, коли індивіду дозволяється мати власну, особисту думку, що не властиво китайському менталітету. Однак, в той час відбувався процес заміни дрібних державних об'єднань, централізованою державою. Цей період відомий у історії Китаю, як боротьба царств. Саме в цей час склалися основні філософські системи стародавнього Китаю: даосизм, легізм, моїзм та конфуціанство, які в основному цікавилися питаннями етики та управління державою. На відміну від античної філософії китайські мудреці набагато менше цікавилися питаннями онтології та гносеології.
Вчення Конфуція опиралося на традиційну китайську культуру і на патріархальну релігію китайців. Внаслідок економічного зростання та війни між царствами аристократія була відсторонена від управління державою. Виконавчі повноваження та базу для матеріального посилення отримало родове чиновництво (цін-дафу 卿大夫), для якого було характерним ототожнення своїх інтересів із державними.
Конфуціанство проголошувало пріоритет моралі над правом і спочатку не здобуло загальної популярності, на відміну від легізму. Однак, починаючи з утвердження в Китаї династії Хань, воно було проголошене державною ідеологією і залишалося нею впродовж численних віків аж до початку XX століття. Воно відображало перед усім погляди верстви державних чиновників, літераторів, істориків. В Китаї його називали «школою службовців».

## Основні засади
Для більшості мешканців Китаю конфуціанство — це філософія способу життя. Сучасний китайський уряд не визнає конфуціанство релігією, не внісши його в список п'яти офіційно визнаних релігій Китаю: буддизм, даосизм, католицизм, протестантизм, іслам.
Конфуціанство є комплексом філософських, етичних та релігійних поглядів, що ґрунтуються у розумінні
моральної природи людини у світі та втілюються через життя родини, суспільства і держави.
Система конфуціанських норм базується на п'яти типах взаємин та чеснот:
- взаємини: правитель — підданий, батько — дитина, чоловік — дружина, старший брат — молодший брат, друг — друг. Усі ці відносини характеризуються взаємною залежністю і взаємовигодою;
- чесноти: «людяність» жень 仁 [rén], «порядність» лі 禮\礼 [lǐ], «мудрість» чжи 智 [zhì], «справедливість» ї 義\义 [yì], «вірність» сінь 信 [xìn][2].

### Культ Неба
Спадщиною минулої епохи у конфуціанстві стали культ Неба і культ предків. Небо конфуціанство розглядає і як частину природи, і як вищу духовну силу. Даром Неба є етичні якості людини, з якими вона повинна жити в злагоді, що передбачає підкорення Небу. Визнання конфуціанством необхідності поклоніння Найвищій сутності, Вищому правителю, Небу є найважливішою підставою того, щоб вважати його релігією.

### Благородна людина
Світ, за Конфуцієм, є впорядкованим, гармонійним, вічним початком. Завдання людини полягає в тому, щоб знайти своє місце у цій вічній гармонії. А це можливо лише внаслідок постійного прагнення до досконалості, гармонійних відносин з Космосом, наслідування ідеалам. Таким ідеалом для людства є «мудрець», «благородна людина» (цзюньцзи 君子), якій властиві обізнаність, обов'язковість, чуття міри, законослухняність, самовимогливість, підпорядкування своїх помислів і дій велінню Неба, думкам мудреців і великих людей. Саме мудрецю слід довіряти великі справи.
На протилежному полюсі конфуціанство розглядає простолюдина (сяожень 小人), помисли якого спрямовані на те, як би вигідніше пристосуватися у житті. Сяожень нешанобливо ставиться до великих людей, ігнорує слова мудрих, прискіпливий до інших і невимогливий до себе. Великі справи довіряти йому не можна. Якщо якості благородної людини можуть поліпшуватися завдяки самовдосконаленню, то простолюдина може спонукати до вдосконалення лише страх перед покаранням.

### Людинолюбство
Центральним етичним поняттям конфуціанства було вчення про жень 仁 — людинолюбство. На думку Конфуція, кожна людина здатна знайти в собі етичні правила власного життя. У стосунках з ближніми головним має бути намагання не робити нікому того, чого не хочеться, щоб вчинили тобі.
Істинність такої моральної вимоги Конфуцій обґрунтовує не посиланням на Бога чи Божу волю, а міркуваннями корисності для суспільства. Китайській культурі не властивий поділ моралі на божественну й людську. Благо — це те, що більшість людей вважає благом.
В основі всіх справ має бути принцип справедливості ї 義/义. Людина, що прагне посісти бажане для себе місце, де б то не було — в сім'ї, суспільстві, на державній службі, — повинна намагатися бути достойною його. Для того потрібно вдосконалювати свій характер, що потребує очищення серця, думок, розширення знань.
Найважливішим критерієм людської величі є взаємоповага вдома, старанність на роботі, правдивість у стосунках із оточуючими. Особливо важливою є любов і повага до влади, батьків. Сім'ю конфуціанство вважає основою політичної та соціальної структури суспільства. Навіть володар держави повинен чинити, як батько в сім'ї. Інтереси сім'ї конфуціанство вивищує над інтересами людини.
Ціллю самовдосконалення є досягнення рівня благородної людини цзюньцзи — цей рівень не залежить від соціального статусу, а досягається шляхом виховання в собі високих якостей.
Конфуцій запропонував ідею мирного співіснування. В основі його ідеальної держави було покладено поняття патерналізму. Патерналізм — філософська течія, представники якої стверджували, що управитель повинен піклуватись про своїх підлеглих, як батько піклується про своїх дітей. Для того, щоб правитель став батьком для підлеглих, він повинен мати високу мораль освіченості.

### Ритуали
У вченні Конфуція важливе місце посідає поняття лі, що можна перекласти як ритуал, правило, церемоніал. Конфуціанство вимагає неухильного дотримання лі, без якого неможлива держава. Без лі немає відмінності між небом і землею, між правителями й підлеглими, верхами і низами, літніми і юними. Своєю чергою, лі визначається усталеними звичаями й традиціями. Таким чином, конфуціанство за своїм характером має консервативний, патріархальний світогляд.
Конфуціанство вважає, що добровільне дотримання людиною ритуалів набагато ефективніше виховує в ній принципи гідної поведінки, ніж зовнішній щодо людини закон, що опирається на покарання.

## Історія конфуціанства
Конфуцій став титульною фігурою, із якою історики пізніших часів ототожнювали власно поняття «конфуціанства». Але, як сам Конфуцій стверджував, «Я передаю, а не утворюю». Вивчення витоків його вчення оскладнюється обмеженістю письмових джерел, за якими можна було би встановити міру традиціоналізму цієї інтелектуальної течі. Важливішою пам'яткою для освідомлення інтелектуального контексту конфуціанства є Цзо чжуань.
Розповсюдження конфуціанства відбувалося за допомогою навчальної традиції, яку заснував Конфуцій та підтримували його учні та нащадки (див. Family tree of Confucius in the main line of descent). Після його смерті вона зазнає поділу на окремі течії, які відрізняються та іноді полемізують одна з одною (Менцзи та Сюньцзи). За описами династії Хань, конфуціанство нараховувало 8 течій, але подробиці цього поділу не відомі.

### Протистояння Мен-цзи і Сунь-цзи
Практично усі видатні мислителі-конфуціанці зверталися до розгляду людської природи, перебравши всі можливі варіанти її оцінки як доброї чи злої, наскільки це допускали рамки, задані Конфуцієм.
Як свідчить Мен-цзи, є різні думки щодо природи людини: і те, що вона одночасно і добра і зла; і те, що вона може бути як доброю так і недоброю; і те, що природа одних людей добра, а інших — недобра. Сам Мен-цзи твердо дотримується того, що природа людей добра: «Якщо людина чинить зло, то в цьому немає провини її природних якостей, до цього змушують людину обставини, наприклад, у голодні роки люди бувають злими».
Звідси напрошується висновок, що людина, яка є вільною у прояві своєї природи, на яку не тиснуть несприятливі обставини, буде притримуватись правильного шляху.
З цим, докорінно, не згодний Сюнь-цзи. Він стверджує, що людина за природою є злою, через що стародавні наймудріші правителі «ввели ритуал і поняття почуття обов'язку і створили систему законів, для того, щоб дисциплінувати і виховати почуття і характер людини, направивши їх по правильному шляху, що відповідає дао». Виходить, добро навпроти, є результатом особливих умов, в яких знаходиться людина і без яких проявиться її зла природа.
Обидва філософа виходять з положення про однаковість природи всіх людей. Однак при цьому Сюнь-цзи вказує, що «наймудріші змінили свою природу і стали першими займатися практичною діяльністю».
З роз'яснень Сюнь-цзи випливає, що вони це змогли, тому що захотіли, тоді як «нікчемна людина може стати досконалою, але не хоче». А не хоче тому, що вона нікчемна, а не наймудріша! Тут є присутньою ідея про два рівні природи людини: уроджені якості і здатність ними розпорядитися. Досконала людина схиляється перед тим, що закладено в ній самій, а не уповає на те, що належить до небесних явищ, тому у своєму розвитку досконала людина завжди рухається вперед. Нікчемна ж людина відкидає те, що закладено в ній, тому вона постійно йде назад. Відбувається це тому, що один сподівається на себе, інший — на небо. У цьому і полягає відмінність досконалої людини від людини нікчемної. Зрештою, яке би значення не надавав Сюнь-цзи самовдосконаленню, ідеал для нього визначений природними світовими зв'язками й у цьому змісті обмежений.
Мен-цзи теж не проти того, щоб визнати людське походження норм поведінки. Але при цьому він підкреслює їхнє космічне значення, указуючи на всеосяжний характер почуття справедливості, яке «наповнює усе між небом і землею» і являє собою «сполучення обов'язку та дао».
Природне походження почуття справедливості не означає, по Мен-цзи, що начебто немає необхідності в його вихованні. Звідси порада мудрому правителю дотримувати ритуал стосовно своїх підлеглих, тобто поводитися належним чином, подаючи гарний приклад, і тим самим створювати сприятливі умови для виховання підданих. У числі цих умов Мен-цзи називає постійну зайнятість і помірні податки.
З цими рекомендаціями Сюнь-цзи цілком згідний. Він теж вважає відсутність постійного заняття джерелом дурних нахилів і смути в державі. Але це не все. Говорячи про керування державою, Сюнь-цзи розвиває ідею «рівних можливостей» для чиновників. Ця думка спільна для всього конфуціанства, хоча не кожен автор сформулював її настільки чітко і радикально.
Отже, погляди на природу людини, її виховання і діяльність були предметом дискусії між конфуціанцями. Проте деякі особливості їхньої інтерпретації людини ставлять під сумнів гуманістичну спрямованість даного вчення.

### Конфуціанство в Кореї
Конфуціанська думка в Кореї сягає 3 ст. н. е. і складає найдавніші дані про життя півострова. Тоді із засвоєнням писемності настанови Конфуція зовсім не мали розвитку філософської думки, а вивчалися придворними для практичного використання в управлінні або інтелігенцією для розвитку літературної майстерності. Найперші кроки в розвитку конфуціанства наразі залишаються невідомими, але до нас дійшли історичні документи датовані не пізніше 10 століття.
Перші пам'ятки конфуціанства з'являються в місті Пхеньян в період з 1 ст. до н. е. і до 3 ст. н. е. Однією з найвизначніших знахідок є «Розмальований кошик», знайдений в могилі управлінця, що жив в 1 ст.. Він прикрашений фігурками, які розгортали історію синівської шанобливості — одну з найважливіших засад вчення. Можливо, цей кошик створений в Китаї, а не Кореї, але визначальним фактом є те, що він похований разом з чиновником, це свідчить про надання конфуціанству певної статусності. Оскільки конфуціанство зародилося в Піднебесній, до Пхеньяна воно дійшло через подорожуючих, але немає достовірних відомостей чи були залучені корейці в конфуціанство на даному етапі, чи ні.
В період Трьох Ханських держав з'являються перші писемні згадки про корейських конфуціанців, які мандрували до Японії з метою поширення вчення. В Ніхон Сьокі сказано, що 285 році король Пекче відправляє Адзікі, і Японський імператор просить конфуціанця привести вчителя для кронпринца. Ще одна згадка розміщена в Самгук Сагі, де розповідається, що король Коґурьо заснував конфуціанський навчальний заклад, де аристократія вивчала класичні науки. В цей час на півострів проникає буддизм, і він на 9 століть затьмарить конфуціанство.
Етапу об'єднаної Сілли передує визначна подія 640 р. — заснування Національної Академії в Кьонджу, де викладала знать, що щойно повернулася з навчання в китайській академії Тан. Цікаво те, що перший конфуціанський вчений Соль Чон був сином буддиста. Він переклав класичний канон на корейську, використовуючи письмо хянчха. Пізня Сілла мала ще одного вченого як Чо Чі-вон, він також закінчив Тан академію, а в 18 став танським чиновником. Повернувшись в Сіллу, він, як і Соль Чон, залишилися в Сонгюнгвані, конфуціанському храмі Сеулу. Взагалі в час могутності Сілли конфуціанство ще не набуло інтелектуальної значущості, а мало більше формальний вплив. В Академії була екзаменаційна система, яка теж спиралася на конфуціанство, і якщо ви забажаєте стати корейським чиновником часів Сілли, ви обов'язково повинні бути знайомі із світоглядом Конфуція. Але в віруваннях все ще переважає стародавній шаманізм. Конфуціанство мало велике значення в управлінні судів, а суди виконували не останню роль в суспільстві Сілли і Корьо, і тому конфуціанство зайняло могутню позицію серед вищого прошарку.
Із заснуванням нової династії в період Корьо Ван Коном постала проблема підтримки монарха вищим прошарком суспільства попередньої Сілли. Тим часом буддизм продовжував зміцнювати позиції і в проміжку від 935 року до 1290 він досяг кульмінації впливу. Як наслідок, конфуціанство зовсім не мало популярності, прикладом забуття стало закриття Конфуціанської академії в Кесоні. Попри все, чиновник Чве Чун в 10-11 століттях заснував школи з елементами вчення конфуціанства. На культурній ниві відомою постаттю є Кім Пу-сік, який був запеклим конфуціанцем і укладачем Самгук Сагі — найстаріших історичних записів Кореї. Доказом того, що конфуціанство все ж мало прихильників, є повстання Чон Чун-бу разом із військовою елітою проти зменшення конфуціанського впливу. Однак наприкінці доби із монгольським завоюванням Китаю і Корьо остання вже не була ізольована. Так склалося, що студент Ан Хян потрапив в Пекін і ознайомився із коментарями Чжу Сі, і так ними захопився, що привіз додому копію цих коментарів і став ініціатором відновлення Конфуціанської академії. Чому конфуціанство тепер так легко отримало визнання? Люди зрозуміли корисливість буддистських ченців, які замість уособлення ідеалу намагалися догодити суддям і приділяли недостатньо уваги інтелектуальним стимулам для людей. Чиновники заздрили надбанням буддистів: маєткам, рабам і найголовніше — банківським монополіям. Обурення призводить до залучення конфуціанства в управління як опозицію китайському буддизму. Політичні фракції відіграють не останню роль в підтримці конфуціанства, адже за своєю сутністю вчення створювало централізовану бюрократичну систему. Спостерігаємо прогрес: в 14 столітті вперше конфуціанська думка стає справді філософською та домінантною на півострові. Саме зараз спалахують визначні мислителі як Могин, Поин і Яин. А Чон То-йон, права рука правителя Лі, зміг перетворити конфуціанство на національний культ. Тож Чжу Сі конфуціанство стало офіційним кредо аристократії, але відповідь народних мас невідома. Оскільки конфуціанство здебільшого використовувалося для політичних цілей, питання легітимності нової династії Лі теж не було забуте. Чвари навколо цього доходили навіть до жертв. Отже, за століття від приходу вчення Чжу Сі в Корею воно стало разюче впливати на інституції держави. Але справжня філософська думка цього виду конфуціанства не була зрозумілою до 16 століття, серед правлячих кіл повного осмислення теж не відбулося: прихильники Корьо та Лі були есеїстами. Тепер Чжу Сі-їзм був практичним, моральним і освітнім вчення, що акцентувало увагу на використанні церемоній, етикету та музики.
Правління династії Лі є одним з найдовших періодів в історії всякого народу, а до влади вона прийшла наприкінці 14 ст. Оскільки лідери Лі пам'ятали колишню загрозу буддизму, вони почали використовувати філософію Мін як інтелектуальне та політичне лідерство. Тому успіх революції Лі Сон-же став на філософському рівні конфуціанською перемогою над буддизмом.  Найпершою ціллю використання конфуціанства стала популярна  тема обґрунтування революції. Це супроводжувалося поширенням нової етичної системи, яка висвітлювала буддизм як хибну думку і повертала до мудреців, а мудреці асоціюються з Китаєм. Почалося поглиблення вивчення коментарів Чжу Сі, ці дії призводять до культурного розквіту. Колишні чиновники навчали людей, були за істориків, есеїстів, законодавців і моралістів. Оскільки вчення Чжу Сі комбінувало конфуціанство і буддизм, воно заповнило філософську порожнечу. Найперша філософська праця, що дійшла до нас, є окреслення філософії космосу Квон Куна, декана конфуціанського коледжу Корьо. Нарешті конфуціанство проголошувалося національним політичним курсом. Кронпринц зобов'язувався відвідувати конфуціанські храми, а також поклонятися мудрецям. Однак вже з середини 15 століття почалося відродження буддизму, що відновило давній конфлікт. Свого апогею він досяг під час правління Йосан-гуна, який позакривав конфуціанські храми, а вчених, котрі протестували, вигнав з уряду. Проте вони не полишили розумову працю, і коли прибули до рідних земель, заснували школи, які перевершили державні; оскільки вони вже не займалися державними справами, всю увагу присвятили вченню Чжу Сі і що найголовніше — вони стали творцями фракціоналізму.
Що таке фракціоналізм? Групове змагання за владу в уряді. Конкуренція за владу не є оригінальністю, і бажання її захопити стало каталізатором створення політичних партій. Оскільки влада передавалася як спадок, то і питання законності її наслідування стало наріжним каменем фракцій, адже від цього залежав і їхній вплив. Питання легітимності короля також було важливим для регулювання корейського права і, як наслідок, повсякденного життя. А базу для постійних сварок і полеміки якраз забезпечувало Чжу Сі конфуціанство. Воно лише ускладнювало конфлікти послідовності монархів, які могли продовжуватися роками і безрезультатно. Реальним досягненням конфуціанства стало запровадження екзаменаційної системи як можливості стати чиновником. Ця практика унеможливлювала потрапляння дурних куплених партіями негідників до лав чиновників. На середину 16 століття прозорість відбору зазнала краху через корупцію: всі екзаменаційні питання за гроші були розголошені задовго до екзамену; студентів обирали не за розумовою здібністю, а лише за політичними вподобаннями. Зв'язком конфуціанської філософії з фракціоналізмом стало навчання чиновників у філософів аби розширити світогляд і бути престижним. З іншої точки зору неоконфуціанство було ще занадто абстрактним аби його використовували в управлінні конфліктами. Незважаючи на всі погляди, фракціоналізм мав важливий наслідок — централізація влади в Сеулі, адже півострів малий, кола вчених обмежені — абсолютно неможливо уникнути політичних диспутів якщо ви представник іншої партії.
З самого початку конфлікти почалися з королев, які боролися з допомогою судів, а поява конфуціанства поглибила чвари. Так само сталося з приходом до влади Лі: найголовнішим питанням на 160 років стала легітимність Лі революції. З перших днів правління Лі простежується формування двох політичних груп: зорганізована опозиція і майже неузгоджена група підтримки монархів. Саллім хакпа і Кван хакпа відповідно. Опозиція виявилася сильнішою аби відкрити свою школу та заволодіти прихильниками з Кьонсан-до. В середині 16 століття опозиційний блок заснував свою партію Тонгін. Щодо Кван хакпа, вони не мали схвалення регіонів, повністю розпорошені, і коли влада монарха була достатньо сильною щоб він сам боровся проти Тонгін, вони зникали. А потреба в Кван хакпа виникала і з'являлися вони коли проти короля наближалася критика і знову ж таки з кожної нагоди престолонаслідування. В деяких випадках монархи поводилися особливо жорстоко. Йонсан-гун наприкінці 15 століття вбив більшу частину опозиції, а проміжку між 1498 та 1544 вбито понад 150 представників незгодних. Це все наслідки проблем ставлення до влади, боротьби регіонів, конфліктні взаємини благородних сімей. Обидві групи Саллім і Кван підтримували Чжу Сі-їзм, але вони вирізнялися інтерпретаціями. Конфуціанство Кван догматичне, суворе, а Саллім фокусували увагу більше на інтелектуальності думок. Масло до вогню боротьби груп долила сварка між королевами в 1575 році, і саме з цього моменту починається справжнє формування партій. Фракціоналізм постійно супроводжувався утисками опозиції. Як приклад, послідовник Саллім Кім Хьо-вон здавав екзамени в резиденції прем'єра королеви Мьонжун, але незважаючи на блискучі оцінки не зміг отримати посади протягом 10 років, оскільки це право було заблоковане родичем ворогуючої королеви Сімом. Спостерігаємо розділення частин Сеула, де окремо районами проживали представники партій. Наступники Кіма були східними, тобто Тонгін, їхні вороги стали західними Сойн. Всі вони настільки загрузли в ворожнечі, що навіть спроби третьої сили їх помирити не досягли успіху. Кожна боротьба коли-небудь закінчується, і Тонгін все ж отримали перемогу над Західними, але вони розкололися на питанні способу пригноблення ворогів. Виникають ще дві партії: південні Намін та північні Пагін. В 1591 відбулося завоювання Хідейосі і Пагін здобули і зберігали свій вплив на півострові до приходу Маньчжурів. Питання щодо легітимності династій і тут не залишилося осторонь, але вже в контексті яку династію визнавати як захисника — Цінь або Мін. Поки до 1694 дві партії сперечалися, з уламків Сойн утворилися дві партії Норон і Сорон. Всі разом партії утворили поняття «4 кольори», і таким устроєм стало існували до 1910. Серед усіх партій у керівництві державою переважала Норон, але з часом вони почали вважати проблеми королівської сім'ї важливішими за народ, проводили неконструктивну політику і тому втратили контроль, а потім продалися закордонним силам аби зберегти свою владу тут. Ще важливою проблемою є відповідь Кореї на Захід: уряд, який складався із справжніх конфуціанців, проголошував будь-які чужі релігії та філософії ворожими, приклад цього зневага до буддизму. Однак що відрізняє корейське конфуціанства від справжнього, так система престолонаслідування за чистотою крові, а всі, хто був народжений бастардом неблагородним, зовсім не мали можливості досягти чогось в кар'єрі. Тому вони йшли в опозицію і таким чином були проти родичів. Оскільки опозиція, а особливо партія Намін, потребувала ідеологічної підтримки проти прихильників влади, засновується «Школа вчення Хан», яка протистояла Чжу Сі-їзму і режиму Цінь. Намін першими презентували в Кореї християнство, але щоб зупинити жахливий вплив Заходу на соціальний устрій та політику партія Норон сильнішає і звідтоді вона почала представляти уряд, а головною метою політики став захист від зовнішніх впливів.  Так тривало до 1910, коли Чосон втрачає незалежність, потрапляючи під владу Японії.
Отже, конфуціанство в Кореї почалося досить рано, але більше ніж тисячу років конфуціанство зовсім не сприймалося як філософія, а використовувалося для нагальних проблем вирішення конфліктів, захоплення влади. Перші 9 століть воно поступалося буддизму, але в 15-16 століттях держава нарешті розуміє всю важливість конфуціанства як централізуючої сили  для соціального устрою. Конфуціанство не тільки боролося за існування, а й отримало право стати офіційним кредо монархів. Чжу Сі-їзм як різновид конфуціанства залучався до різних обговорень, здебільшого це торкнулося фракціоналізму, хоча обидві групи були його прихильниками. А ось коли вже пішов процес створення партій, тоді Чжу Сі-їзм став озброєнням партії Норон, коли в Намін створювалося протилежне вчення Хан.

## Вчення Конфуція вафоризмах
Конфуція, цього мислителя стародавності, на відміну від багатьох інших, не ховає завіса, виткана уявою його послідовників. Навпаки, завдяки їм ми можемо довідатися про його звички та характер, про події його життя, почути його справжні слова. Виявляється, у його вигляді немає нічого надлюдського, він на диво простий, навіть прозаїчний.
Однак Конфуцій не залишив цілісного письмового викладу своїх ідей. Йому приписують складання і редагування знаменитого «П'ятикнижжя», що здавна вважалося в Китаї початковим витоком усієї китайської літератури. Особливе місце серед цих джерел займає книга «Лунь юй», складена учнями Конфуція вже після його смерті. Вона складається головним чином з окремих афоризмів, що починаються словами «Учитель сказав …». У цих афоризмах ми можемо знайти думки подібні до ідей античних філософів, наприклад роздуми про ідеального правителя й ідеальну державу: якими вони повинні бути? ""
2.1…Хто править відповідно до чесноти, подібний північній зірці: знаходиться на своєму місці, у колі інших сузір'їв.
4.10…Шляхетний муж нічого не дозволяє і не забороняє в Піднебесній, а порівнює зі справедливістю.
Правління — це:
12.17…є виправлення. Хто ж посміє не виправитись, коли виправитеся ви самі?
13.6…Коли поводишся ти правильно, то за тобою підуть і без наказу; коли ж ти поводишся неправильно, то не послухають, хоч і накажуть.
13.10… Коли б влада в країні належала добрим людям, вони б через сто років могли б перемогти жорстоких і відринути страти.
За словами Конфуція, на місці государя повинна стояти людина, якій від народження годиться правити. Правитель повинен бути такий, щоб «…були раді ті, що близько, і приходили ті, що далеко.»
Також ми можемо зустріти і роздуми про ідеальну державу: «…Якщо багатство розподілити рівномірно, то не буде бідних, якщо в країні встановити гармонію, то населення не буде здаватися незчисленним. Якщо ж народ буде знаходитися в стані спокою, то державі не будуть грозити ніякі небезпеки». Але найголовніше, на думку Конфуція, це те, що народ повинен вірити своїм «керуючим, інакше державі не устояти».
Як і всі мислителі древності Конфуцій вважав війну одним з проклять людства. І в «Лунь юй» ми можемо зустріти роздуми про це: «Вирішувати політичні суперечки між державами вдаючись до збройного нападу — все одно, що примусити усіх людей Піднебесної пити однакові ліки від усіх хвороб; корисними вони можуть бути хіба що для трьох-п'яти хворих…».
Велика частина афоризмів — дуже цікаві життєві повчання і правила:
8.13…Завжди будь щирим, люби учитися, стій на смерть, удосконалюй шлях… Соромся бути бідним і убогим, коли в країні є шлях; соромся бути знатним і багатим, коли в ній немає шляху.
4.14…Не сумуй про те, що немає місця, а піклуйся про те, чим себе затвердити; не засмучуйся про те, що ніхто не знає тебе, а прагни бути тим, кого можуть знати.
15.29… Людина може зробити шлях великим, не шлях робить великою людину.
Становлять великий інтерес деякі філософські афоризми Конфуція, що мають життєву цінність аж до теперішнього часу:
15.28…Що ненавидять усі, те вимагає перевірки. Що люблять усі, те вимагає перевірки.
15.30…Лише та — помилка, що не виправляється.
17.3…Не відбувається змін лише з вищою мудрістю і нижчою дурістю.
Усі ці афоризми дають деяке уявлення про характер світогляду Конфуція, і стає зрозумілим, чому його вчення знайшло стільки послідовників. Однак вони не можуть дати повного уявлення про це впливове вчення стародавності.

## Критика
Як втілення класичної освітньої традиції, конфуціанство стало об'єктом переоцінки із розпочатком «Руху за нову культуру». Прикладом критицизму застарілої традиції стало оповідання Лу Сіня (1881—1936) «Кун Їцзі» 孔乙己, головний герой якого носить прізвище Конфуція. Див. Kong Yiji.